# HD 63118
HD 63118，又名CD-43 3534，SAO 218955、HR 3020，是一颗恒星，视星等为6.03，位于銀經257.51，銀緯-9.53，其B1900.0坐标为赤經7h 42m 5.3s，赤緯-43° -9.53′ 32″。